# FedEx Cup

Logo

Der FedEx Cup ist die im Golfsport im Jahr 2007 neu eingeführte Meisterschaft der PGA Tour. Erstmals wird hierbei beim Golf im Play-off-Stil gespielt. Gesponsert wird die hochdotierte Veranstaltung von FedEx. Mit aktuell (2021–2022) 18 Millionen US-Dollar für den Sieger war das Preisgeld bis zur Gründung der LIV Golftour 2022 das höchste, das es im Golfsport zu gewinnen gab. Insgesamt werden jährlich über den FedEx Cup Preisgelder von 75 Millionen US-Dollar ausgeschüttet.
In den ersten beiden Jahren wurden jeweils Regeländerungen vorgenommen, um die negativen Erfahrungen des Vorjahres auszubessern. Im Februar 2008 führten erste Änderungen dazu, dass mehr Spieler die Chance haben, sich während der Playoffs zu verbessern. Zudem wurde das Zurücksetzen der Playoff-Punkte verschärft und mehr Punkte an Playoff-Teilnehmer vergeben. Dies ist gewissermaßen ein Nachteil für jene Spieler, die ein Playoff-Turnier auslassen. Im November 2008 wurden nochmals Änderungen durchgeführt, um sicherzustellen, dass der FedEx Cup nicht vor dem finalen Turnier gewonnen werden kann. Grund hierfür war, dass Vijay Singh beim FedEx Cup 2008 schon nach drei Playoff-Turnieren so viele Punkte gesammelt hatte, dass er faktisch als Sieger feststand und nur noch das Finale spielen und abschließen musste.

## Qualifikation für die Playoffs
Die folgenden Kriterien gelten seit der Saison 2023.
Von Januar bis Ende August kann jeder Spieler der PGA Tour bei jedem gespielten Turnier Punkte sammeln. Die dabei für einen Sieg vergebenen Punkte variieren je nach Qualität des Turniers zwischen 250 und 600 Punkten, wobei Siege bei den gewöhnlichen Turnieren 500 Punkte einbringen. Die übrigen Spieler erhalten für das Abschließen eines Turniers entsprechend weniger Punkte, basierend auf ihrer finalen Position.
Das Ziel ist, zu den 70 führenden Spielern, die die abschließenden Playoff-Turniere spielen, zu gehören. Nur Vollzeit-Spieler der PGA Tour können Punkte sammeln. Spieler, die der Tour während der Saison beitreten, erhalten Punkte ab dem ersten Turnier, nachdem sie offiziell der Tour beigetreten sind.
Nach dem letzten Turnier der regulären Saison nehmen die Top 70 an den Playoff-Turnieren teil. Ein Sieg bei einem der Playoff-Turniere bringt 2.000 Punkte ein – also das vierfache eines Sieges während der regulären Saison. Die während der Playoffs gewonnenen Punkte werden zu den während der regulären Saison gesammelten addiert. Zudem wird das Spielerfeld mit Fortschreiten der Playoffs reduziert.
Nach dem letzten Playoff-Turnier spielen die Top 30 das Finale. Die Punkte werden zurückgesetzt, so dass der Führende 2.500 Punkte erhält, der Zweite 2.250 bis hin zum Letzten, welcher 210 Punkte bekommt. Ziel hiervon ist, dass jeder der Top 30 die Chance hat, den FedEx Cup zu gewinnen, wobei den Top-5-Spielern bei Gewinn der Tour Championship auch der FedEx Cup sicher ist.

## Playoff Turniere
| Turnier                     | Spieler                                         |
| --------------------------- | ----------------------------------------------- |
| FedEx St. Jude Championship | Top 70 nach Punkten (nach Wyndham Championship) |
| BMW Championship            | Top 50 nach Punkten (nach The Northern Trust)   |
| THE TOUR Championship       | Top 30 nach Punkten (nach der BMW Championship) |

Stehen die 70 Spieler einmal fest, können sie nicht mehr geändert werden. Jeder qualifizierte Spieler kann ein Turnier vor dem Finale, der TOUR Championship, auslassen. Hierbei riskiert er jedoch, dass er aufgrund fehlender Punktzahl aus den Playoffs ausscheidet.
Nur die Top 30 sind für THE TOUR Championship spielberechtigt. Sollte ein Spieler der Top 30 für das Finale ausfallen, wird er nicht ersetzt.

## Playoff Preisgelder
Der Spieler mit der höchsten Punktzahl nach der Tour Championship gewinnt den FedEx Cup und damit 18 Millionen US-Dollar Preisgeld. Der 2. erhält 6,5 Mio., der 3. erhält 5 Mio., der 4. erhält 4 Mio., der 5. erhält 3 Mio. und so weiter. Die Plätze 126 bis 150 werden jeweils mit 85.000 US$ honoriert. Das Preisgeld wandert anders als bei üblichen Turnieren nicht komplett in Form von Bargeld an die Spieler. Ein Teil davon wird in einen Pensionsfonds eingezahlt. Erst nach dem Karriereende, frühestens aber wenn der Spieler 45 Jahre als ist, wird es ausgezahlt. Diese Vorgehensweise fand bei der Einführung heftige Kritiker unter den Spielern.

## FedEx Cup Sieger
| Jahr | Spieler           | Land               | Punkte  | Turniere | Turniersiege | Top-5-Erfolge | Reguläre Saisonplatzierung |
| ---- | ----------------- | ------------------ | ------- | -------- | ------------ | ------------- | -------------------------- |
| 2007 | Tiger Woods       | Vereinigte Staaten | 123.033 | 3        | 2            | 3             | 1                          |
| 2008 | Vijay Singh       | Fidschi            | 125.101 | 4        | 2            | 2             | 7                          |
| 2009 | Tiger Woods       | Vereinigte Staaten | 4.000   | 4        | 1            | 3             | 1                          |
| 2010 | Jim Furyk         | Vereinigte Staaten | 2.980   | 4        | 1            | 1             | 3                          |
| 2011 | Bill Haas         | Vereinigte Staaten | 2.760   | 4        | 1            | 1             | 15                         |
| 2012 | Brandt Snedeker   | Vereinigte Staaten | 4.100   | 4        | 1            | 3             | 19                         |
| 2013 | Henrik Stenson    | Schweden           | 4.750   | 4        | 2            | 2             | 9                          |
| 2014 | Billy Horschel    | Vereinigte Staaten | 4.750   | 4        | 2            | 3             | 69                         |
| 2015 | Jordan Spieth     | Vereinigte Staaten | 3.800   | 4        | 1            | 1             | 1                          |
| 2016 | Rory McIlroy      | Nordirland         | 3.120   | 4        | 2            | 2             | 36                         |
| 2017 | Justin Thomas     | Vereinigte Staaten | 3.000   | 4        | 1            | 2             | 2                          |
| 2018 | Justin Rose       | England            | 2,260   | 4        | 0            | 3             | 4                          |
| 2019 | Rory McIlroy      | Nordirland         | 2,842   |          | 3            | 1             | 5                          |
| 2020 | Dustin Johnson    | Vereinigte Staaten | 1,071   |          | 3            | 2             | 15                         |
| 2021 | Patrick Cantlay   | Vereinigte Staaten | 2,056   |          | 3            | 2             | 3                          |
| 2022 | Rory McIlroy      | Nordirland         | 2,104   |          | 3            | 1             | 6                          |
| 2023 | Viktor Hovland    | Norwegen           | 1,795   |          | 3            | 2             | 7                          |
| 2024 | Scottie Scheffler | Vereinigte Staaten | 6,615   |          | 3            | 1             | 1                          |

## Führender der regulären Saison (Punktestand vor den Playoffs)
| Jahr | Spieler           | Land               | Punkte | Turniere | Vorsprung vor dem Zweitplatzierten |
| ---- | ----------------- | ------------------ | ------ | -------- | ---------------------------------- |
| 2007 | Tiger Woods       | Vereinigte Staaten | 30.574 | 13       | 11.445                             |
| 2008 | Tiger Woods       | Vereinigte Staaten | 22.695 | 6        | 1.817                              |
| 2009 | Tiger Woods       | Vereinigte Staaten | 3.431  | 13       | 1.276                              |
| 2010 | Ernie Els         | Südafrika          | 1.846  | 16       | 149                                |
| 2011 | Nick Watney       | Vereinigte Staaten | 1.906  | 18       | 41                                 |
| 2012 | Tiger Woods       | Vereinigte Staaten | 2.269  | 15       | 159                                |
| 2013 | Tiger Woods       | Vereinigte Staaten | 3.059  | 12       | 766                                |
| 2014 | Rory McIlroy      | Nordirland         | 2.582  | 13       | 89                                 |
| 2015 | Jordan Spieth     | Vereinigte Staaten | 4.169  | 21       | 1.710                              |
| 2016 | Jason Day         | Australien         | 2,735  | 16       | 34                                 |
| 2017 | Hideki Matsuyama  | Japan              | 2,869  | 18       | 180                                |
| 2018 | Dustin Johnson    | Vereinigte Staaten | 2,717  | 16       | 83                                 |
| 2019 | Brooks Koepka     | Vereinigte Staaten | 2,887  | 18       | 572                                |
| 2020 | Justin Thomas     | Vereinigte Staaten | 2,458  | 15       | 556                                |
| 2021 | Collin Morikawa   | Vereinigte Staaten | 2,171  | 20       | 32                                 |
| 2022 | Scottie Scheffler | Vereinigte Staaten | 3,556  | 22       | 1221                               |
| 2023 | Jon Rahm          | Spanien            | 3,320  | 17       | 174                                |